# Јандекс преводилац
Јандекс преводилац (рус. Яндекс Переводчик) јесте услуга коју пружа руска компанија Яндекс којом се преводи део текста или веб страница с једног језика на други. Ограничен је опсег техничких термина и број пасуса који се могу превести. Могуће је вршење претрага на изворном језику које се прво преводе на одређени језик омогућавајући прегледање и тумачење резултата из одређеног језика на изворном језику. За неке језике од корисника се траже алтернативни преводи за неке појмове као што су технички термини, који ће бити уврштени у будућа ажурирања процеса превођења.